# Cynorta v-flava
Cynorta v-flava is een hooiwagen uit de familie Cosmetidae.